# جروتامیناردا
جروتامیناردا (به ایتالیایی: Grottaminarda) یک کومونه در ایتالیا است که در استان آولینو واقع شده‌است.

## خصوصیات
جروتامیناردا ۲۸ کیلومترمربع مساحت و ۸٬۳۵۲ نفر جمعیت دارد و ۳۰۴ متر بالاتر از سطح دریا واقع شده‌است.